# Syncephalis torpedospora
Syncephalis torpedospora är en svampart som beskrevs av Gruhn 1991. Syncephalis torpedospora ingår i släktet Syncephalis och familjen Piptocephalidaceae.   Inga underarter finns listade i Catalogue of Life.